# 东数西算
东数西算是中華人民共和國實施的一個數據計算聯動工程，是指將中國東部各行業產生的数据通過網絡送往位於中國西部地区的数据中心處理、計算和存儲。

## 背景
2015年以來，中國數據增量年均增速超過30%，數據中心規模也從2015年的124萬家增長到2020年的500萬家。由於大量的數據需要處理，國家也需要更多的数据中心來支撐。中國数据中心早期大多分布在該國东部地区，而数据中心耗能较高，中國東部的土地、能源等资源較為紧张，不適合大规模发展数据中心。相比較而言中國西部地区资源充裕、可再生能源丰富，適合大規模发展数据中心。

## 歷史
2020年9月，中国成立东数西算产业联盟。2021年5月，国家发展和改革委员会等部门印发《全国一体化大数据中心协同创新体系算力枢纽实施方案》，要求在京津冀、长三角、粤港澳大湾区、成渝、贵州、内蒙古、甘肃、宁夏等地布局建设全国一体化算力网络国家枢纽节点。。2021年12月8日，国家发改委等部门联合印发《贯彻落实碳达峰碳中和目标要求推动数据中心和5G等新型基础设施绿色高质量发展实施方案》，指出到2025年，数据中心和5G基本形成绿色集约一体化运行格局。
2022年1月12日，中华人民共和国国务院发布《“十四五”数字经济规划》，提出要加快实施东数西算工程，提升数据中心跨网络、跨地域数据交互能力，强化算力统筹和智能调度。2022年2月，国家发展改革委、中央网信办、工业和信息化部、国家能源局联合印发通知，同意在京津冀、长三角、粤港澳大湾区、成渝、内蒙古、贵州、甘肃、宁夏等8地启动建设国家算力枢纽节点，并规划了10个国家数据中心集群。這意味著东数西算工程正式全面启动。
2024年3月8日，中国移动宣布400G全光省际（北京—内蒙古）骨干网正式商用，首条商用链路内蒙古（呼和浩特）—北京正式开通。

## 例子
華為在贵州省贵安新区金马大道以及内蒙古乌兰察布設立华为云数据中心。中國電信自2013年起先后在貴州、內蒙古建立兩大航母級數據中心。